# 软兜长鱼
软兜长鱼，是中国江苏省淮扬菜的一种著名传统菜式，用笔杆粗的小黄鳝脊背肉制作，起源于淮安。
做法是先将黄鳝烫杀后，置于高汤内略汆，然后将蒜瓣放入熟猪油锅内煸炸少许时间，再放入黄鳝脊背肉，添加料酒、酱油、香醋等调料，最后用湿淀粉勾芡，撒上白胡椒粉，淋入熟猪油即成。这道菜色的口感软嫩鲜香。